# 小街镇 (嵩明县)
小街镇是中国云南省昆明市嵩明县下辖的一个镇。

## 行政区划
小街镇下辖以下地区：
小街社区、李官村、大桥村、秧田村、阿古龙村、福海村、甸丰村、积德村、哈前村、东屯村、本纳克村、墩白村、保旺村、五条沟村、矣得谷村、牛足村、匡郎村。